# Evalisa Agathon
Eva Lisa Gerken Solveig Agathon, född 16 juni 1921, död 1 augusti 2008, var en svensk illustratör och författare som bland illustrerade barn- och ungdomsböcker. Hon hade även en omfattande produktion av klippdockor, bokmärken och vykort.
Hon använde även pseudonymen Issa Thoney, när hon illustrerade böcker av Elisabeth Gathon, pseudonym för Solweig Agathon-Ohlsson (född 1946).